# مسابقات جهانی ترامپولین ۱۹۶۵

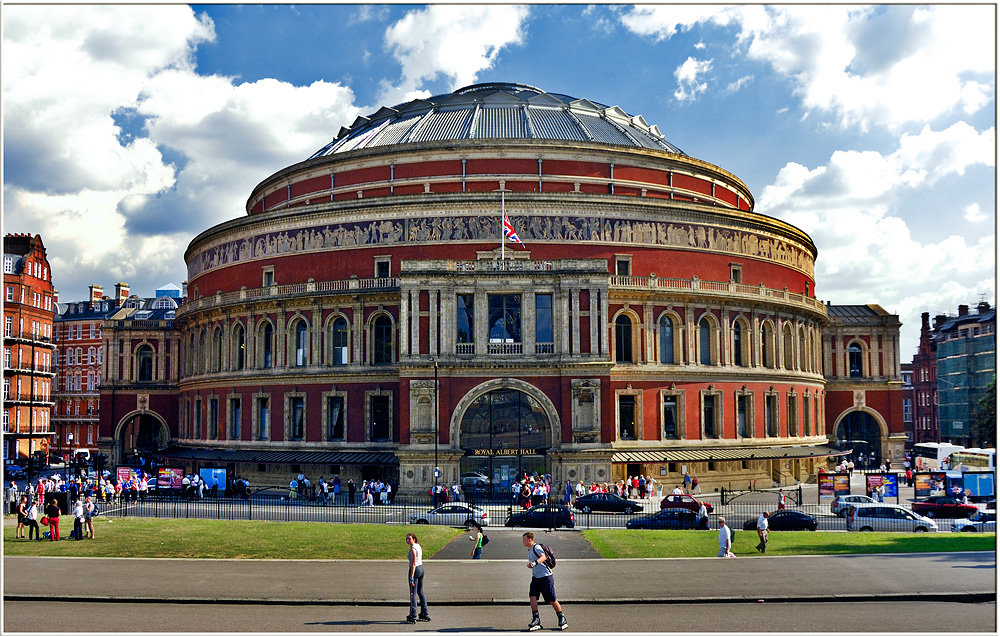
سالن رویال آلبرت هال(محل برگزاری مسابقات جهانی ترامپولین 1965)

مسابقات جهانی ترامپولین ۱۹۶۵ دومین دوره مسابقات جهانی ترامپولین است که در لندن، انگلستان (سالن رویال آلبرت هال) در ۳۰ ژانویه ۱۹۶۵ میلادی برگزار شده است.

## جدول مدال‌ها
| رتبه | کشور                | طلا | نقره | برنز | مجموع |
| ۱    | ایالات متحده آمریکا | ۳   | ۲    | ۲    | ۷     |
| ۲    | آلمان غربی          | ۰   | ۱    | ۰    | ۱     |
| ۳    | بریتانیا            | ۰   | ۰    | ۱    | ۱     |